# کشتی اسکورت تسوشیما
کشتی اسکورت تسوشیما (به انگلیسی: Japanese escort ship Tsushima) یک کشتی بود که طول آن ۷۷٫۷ متر (۲۵۵ فوت) بود. این کشتی در سال ۱۹۴۳ ساخته شد.